# Décès en février 2024
Décès
- 2020
- 2021
- 2022
- 2023
- 2024
- 2025
- 2026
- 2027
- 2028

Pour une information complémentaire, voir la page d'aide.

| Date              | Nom                           | Activités | Âge   | Source |
| ----------------- | ----------------------------- | --- | ----- | ------ |
| 29 février        | David Bordwell                | Auteur et théoricien du cinéma américain.                                                                             | 76    | (en)   |
| 29 février        | Ruth Henig                    | Historienne et femme politique britannique.                                                                           | 80    | (en)   |
| 29 février        | Brian Mulroney                | Homme d'État canadien.                                                                                                | 84    |        |
| 29 février        | Ali Hassan Mwinyi             | Homme d'État tanzanien.                                                                                               | 98    | (en)   |
| 29 février        | Jean-Luc Pinel                | Skieur alpin français.                                                                                                | 76    |        |
| 29 février        | Paolo Taviani                 | Réalisateur italien.                                                                                                  | 92    | (it)   |
| 29 février        | Paul Vachon                   | Catcheur (lutteur professionnel) québécois.                                                                           | 86    | (en)   |
| 28 février        | Presley Carson                | Footballeur hondurien.                                                                                                | 55    | (es)   |
| 28 février        | Yaya Dillo Djérou             | Homme politique tchadien.                                                                                             | 49    |        |
| 28 février        | Robert Fortune                | Acteur et metteur en scène français de théâtre et d'opéra.                                                            | 81    |        |
| 28 février        | Eugen Indjic                  | Pianiste franco-américain.                                                                                            | 76    |        |
| 28 février        | Mike Jones                    | Catcheur américain.                                                                                                   | 61    | (en)   |
| 28 février        | Lisa Lane                     | Joueuse d'échecs américaine.                                                                                          | 85    | (en)   |
| 28 février        | Lucien Lessard                | Enseignant, homme d'affaires, administrateur public et homme politique québécois.                                     | 86    |        |
| 28 février        | Johanna M.H. Levelt Sengers   | Physicienne néerlandaise.                                                                                             | 94    | (en)   |
| 28 février        | Werner Nold                   | Réalisateur et monteur canadien.                                                                                      | 90    |        |
| 28 février        | Nikolaï Ryjkov                | Homme d'État soviétique et puis russe.                                                                                | 94    | (ru)   |
| 28 février        | Ben Stern                     | Rescapé de la Shoah polonais puis américain.                                                                          | 102   | (en)   |
| 28 février        | Virgil                        | Catcheur américain.                                                                                                   | 72    | (en)   |
| 27 février        | Michael Culver                | Acteur britannique.                                                                                                   | 85    |        |
| 27 février        | Richard Lewis                 | Acteur et humoriste américain.                                                                                        | 76    |        |
| 27 février        | Guido Macor                   | Footballeur italien.                                                                                                  | 91    | (it)   |
| 27 février        | Jean-Pierre Soisson           | Homme politique français.                                                                                             | 89    |        |
| 27 février        | Richard H. Truly              | Astronaute américain.                                                                                                 | 86    | (en)   |
| 27 février        | Darryl van der Velde          | joueur de rugby à XIII australien.                                                                                    | 72    | (en)   |
| 26 février        | Rolf Aamot                    | Peintre, réalisateur, photographe et compositeur norvégien.                                                           | 89    | (no)   |
| 26 février        | Ole Anderson                  | Catcheur et promoteur de catch américain.                                                                             | 89    | (en)   |
| 26 février        | Gabriel Banon                 | Homme d'affaires, économiste et consultant franco-marocain.                                                           | 96    |        |
| 26 février        | Jacques Casolari              | Footballeur français.                                                                                                 | 81    |        |
| 26 février        | Giuseppe D'Altrui             | Joueur et entraîneur de water-polo italien, champion aux Jeux olympiques d'été de 1960.                               | 89    | (it)   |
| 26 février        | Salah Larbès                  | Footballeur international algérien.                                                                                   | 71    |        |
| 26 février        | René Pollesch                 | Dramaturge et metteur en scène allemand.                                                                              | 61    | (de)   |
| 26 février        | Jacob Rothschild              | Banquier, homme politique et philanthrope britannique.                                                                | 87    |        |
| 26 février        | Tep Vong                      | Moine bouddhiste khmer, Grand Patriarche suprême du Cambodge.                                                         | 92    | (en)   |
| 25 février        | Adolphe Cieslarczyk           | Sculpteur, peintre et graveur français.                                                                               | 108   |        |
| 25 février        | Patrick Cormack               | Homme politique britannique.                                                                                          | 84    | (en)   |
| 25 février        | José DeLeón                   | Joueur de Baseball Dominicain.                                                                                        | 63    | (en)   |
| 25 février        | Charles Dierkop               | Acteur américain. | 87    | (en)   |
| 25 février        | Gabriela Grillo               | Femme d'affaires allemande et ancienne cavalière de dressage, championne aux Jeux olympiques d'été de 1976.           | 71    | (de)   |
| 25 février        | Zong Qinghou                  | Entrepreneur chinois.                                                                                                 | 78    | (zh)   |
| 25 février        | Georg Riedel                  | Contrebassiste compositeur suédois.                                                                                   | 90    | (sv)   |
| 25 février        | Fabian Schulze                | Athlète allemand. | 39    | (de)   |
| 24 février        | Kate Banks                    | Auteure de livres pour la jeunesse américaine.                                                                        | 64    | (en)   |
| 24 février        | Stanley Bowles                | Footballeur international britannique.                                                                                | 75    | (en)   |
| 24 février        | Ramona Fradon                 | Dessinatrice de bandes dessinées américaine.                                                                          | 97    | (en)   |
| 24 février        | Chrysostomus Giner            | Prélat catholique autrichien.                                                                                         | 94    | (de)   |
| 24 février        | Lyn Hejinian                  | Poète, essayiste, traductrice, professeure et éditrice américaine.                                                    | 82    | (en)   |
| 24 février        | Benoît van Innis              | Dessinateur de presse, auteur de bande dessinée et plasticien belge.                                                  | 63    |        |
| 24 février        | Victor Kuperminc              | Expert-comptable, auteur et traducteur français.                                                                      | 91    |        |
| 24 février        | Ulrik Le Fèvre                | Footballeur international danois.                                                                                     | 77    | (de)   |
| 24 février        | Kenneth Mitchell              | Acteur canadien. | 49    | (en)   |
| 24 février        | Xavier Ngoubeyou              | Homme politique camerounais.                                                                                          | 86    |        |
| 24 février        | Chris Nicholl                 | Footballeur international Nord-Irlandais.                                                                             | 77    | (en)   |
| 24 février        | Kumar Shahani                 | Réalisateur indien.                                                                                                   | 83    | (en)   |
| 24 février        | Brian Stableford              | Écrivain de science fiction britannique.                                                                              | 75    | (en)   |
| 23 février        | Mohamed Ibrahim Bouallou      | Écrivain et philosophe marocain.                                                                                      | 87/88 |        |
| 23 février        | Irene Camber                  | Fleurettiste italienne, championne olympique aux Jeux olympiques d'été de 1952 et médaillée de bronze à ceux de 1960. | 98    | (it)   |
| 23 février        | Ronnie Campbell               | Homme politique britannique.                                                                                          | 80    | (en)   |
| 23 février        | Wilson Fittipaldi             | Pilote automobile brésilien.                                                                                          | 80    |        |
| 23 février        | Chris Gauthier                | Acteur britannique.                                                                                                   | 48    | (en)   |
| 23 février        | Jackie Loughery               | Actrice américaine.                                                                                                   | 93    | (en)   |
| 23 février        | Claude Montana                | Couturier français.                                                                                                   | 76    |        |
| 23 février        | Don Poile                     | Hockeyeur sur glace canadien.                                                                                         | 91    | (en)   |
| 23 février        | Tina Rainford                 | Chanteuse allemande.                                                                                                  | 77    | (de)   |
| 23 février        | Rui Rodrigues                 | Footballeur international portugais.                                                                                  | 80    | (pt)   |
| 23 février        | Adama Samassékou              | Homme politique malien.                                                                                               | 77/78 |        |
| 23 février        | Shinsadong Tiger              | Auteur-compositeur et producteur sud-coréen.                                                                          | 40    | (ko)   |
| 23 février        | Nicole Zand                   | Journaliste et critique littéraire française.                                                                         | 91    |        |
| 22 février        | Lioudmyla Alfimova            | Actrice ukrainienne.                                                                                                  | 88    | (ru)   |
| 22 février        | Iona Campbell                 | Aristocrate écossaise.                                                                                                | 78    | (en)   |
| 22 février        | Artur Jorge                   | Joueur puis entraîneur portugais de football.                                                                         | 78    |        |
| 22 février        | Alois Kothgasser              | Évêque autrichien. | 86    | (de)   |
| 22 février        | John Lowe                     | Pianiste de rock britannique.                                                                                         | 81    | (en)   |
| 22 février        | Pentti Pesonen                | Fondeur finlandais.                                                                                                   | 85    | (fi)   |
| 22 février        | Cedomir Strbac                | Juriste, diplomate et historien yougoslave puis serbe.                                                                | 83    | (sr)   |
| 22 février        | Jean-Guy Talbot               | Joueur canadien de hockey sur glace.                                                                                  | 91    |        |
| 21 février        | Jean Delabroy                 | Universitaire français spécialiste de Jules Verne.                                                                    | 77    | (fr)   |
| 21 février        | Murray Gerstenhaber           | Mathématicien américain spécialisé en algèbre.                                                                        | 96    | (en)   |
| 21 février        | Roger Guillemin               | Médecin endocrinologue, franco-américain.                                                                             | 100   | (en)   |
| 21 février        | Steve Paxton                  | Danseur, chorégraphe, et pédagogue américain.                                                                         | 85    | (en)   |
| 21 février        | Guy Poussy                    | Métallurgiste et homme politique français.                                                                            | 91    |        |
| 21 février        | Micheline Presle              | Actrice française. | 101   |        |
| 21 février        | Pamela Salem                  | Actrice britannique.                                                                                                  | 80    | (en)   |
| 20 février        | Erik Bergkvist                | Homme politique suédois.                                                                                              | 58    | (sv)   |
| 20 février        | Roland Bertin                 | Acteur français. | 93    |        |
| 20 février        | Andreas Brehme                | Footballeur international allemand.                                                                                   | 63    |        |
| 20 février        | Thanaa Debsi                  | Actrice syrienne. | 83    | (ar)   |
| 20 février        | Vasile Dîba                   | Kayakiste roumain, multiple médaillé olympique (1976, 1980).                                                          | 69    | (ro)   |
| 20 février        | Vitalij Kuprij                | Pianiste, claviériste et compositeur américano-ukrainien.                                                             | 49    |        |
| 20 février        | Manfred-Michael Sackmann      | Photographe allemand.                                                                                                 | 71    | (de)   |
| 20 février        | Charles Swini                 | Footballeur international malawite.                                                                                   | 38    | (en)   |
| 19 février        | Jan Assmann                   | Égyptologue allemand.                                                                                                 | 85    | (de)   |
| 19 février        | Horst Naumann                 | Acteur allemand. | 98    | (de)   |
| 19 février        | Robert Reid                   | Joueur américain de basket-ball.                                                                                      | 68    | (en)   |
| 19 février        | Hisao Takahashi               | Peintre japonais. | 87    |        |
| 19 février        | Bobby Tench                   | Guitariste britannique.                                                                                               | 77    | (en)   |
| 19 février        | Carlos Manuel Urzúa Macías    | Économiste méxicain.                                                                                                  | 68    |        |
| 18 février        | Bernard Aubouy                | Ingénieur du son français.                                                                                            | 85    |        |
| 18 février        | Jacques Bernard               | Acteur français. | 94    |        |
| 18 février        | Alain Drufin                  | Athlète français, spécialiste du lancer du poids.                                                                     | 81    |        |
| 18 février        | Lanny Flaherty                | Acteur américain. | 81    | (en)   |
| 18 février        | Ira von Fürstenberg           | Actrice italienne. | 83    |        |
| 18 février        | Tony Ganios                   | Acteur américain. | 64    |        |
| 18 février        | Michael Grunstein             | Professeur émérite de chimie biologique américain.                                                                    | 77    | (en)   |
| 18 février        | Émile Shoufani                | Théologien et pédagogue israélien.                                                                                    | 76    |        |
| 18 février        | Cornelio Sommaruga            | Juriste et diplomate suisse.                                                                                          | 91    |        |
| 18 février        | Acharya Vidyasagar            | Moine digambara et philosophe indien.                                                                                 | 77    | (en)   |
| 17 février        | Sevda Ferdağ                  | Actrice et chanteuse turque.                                                                                          | 81    | (tr)   |
| 17 février        | Johan Galtung                 | Sociologue et mathématicien norvégien.                                                                                | 93    | (no)   |
| 17 février        | Serge Martin                  | Professeur de lettres universitaire et poète français.                                                                | 69    |        |
| 17 février        | Jaap Oudkerk                  | Coureur cycliste néerlandais.                                                                                         | 86    | (nl)   |
| 17 février        | Levan Tediashvili             | Lutteur soviétique, spécialiste de lutte libre, double champion olympique (1972, 1976).                               | 75    | (ka)   |
| 17 février        | Juan María Uriarte            | Prélat catholique espagnol.                                                                                           | 90    | (es)   |
| 17 février        | Heinrich Ursprung             | Biologiste et professeur d'université suisse.                                                                         | 91    | (de)   |
| 16 février        | Alain Cribier                 | Cardiologue français.                                                                                                 | 79    |        |
| 16 février        | José Gotovitch                | Historien belge. | 83    |        |
| 16 février        | Dmitry Markov                 | Travailleur social, photographe documentaire et journaliste russe.                                                    | 41    | (ru)   |
| 16 février        | Ian McMillan                  | Joueur puis entraîneur britannique de football.                                                                       | 92    | (en)   |
| 16 février        | Alexeï Navalny                | Avocat et militant politique russe.                                                                                   | 47    |        |
| 16 février        | Henri Servien                 | Journaliste et essayiste français.                                                                                    | 81    |        |
| 16 février        | Jan Sørensen                  | Footballeur international danois.                                                                                     | 68    | (nl)   |
| 16 février        | Jorge Toro                    | Footballeur International chilien.                                                                                    | 85    | (es)   |
| 15 février        | Peter Armitage                | Statisticien anglais spécialisé en statistiques médicales.                                                            | 99    | (en)   |
| 15 février        | Enrique Badía Romero          | Auteur de bande dessinée espagnol.                                                                                    | 93    | (es)   |
| 15 février        | Gérard Barray                 | Acteur français. | 92    |        |
| 15 février        | Nicolas Bergeron              | Mathématicien français.                                                                                               | 48    |        |
| 15 février        | Guy Brousseau                 | Didacticien des mathématiques français.                                                                               | 91    | (es)   |
| 15 février        | Régis de Gouttes              | Magistrat français.                                                                                                   | 83    |        |
| 15 février        | Kagney Linn Karter            | Actrice de films pornographiques américaine.                                                                          | 36    | (en)   |
| 15 février        | Roger Kasparian               | Photographe français.                                                                                                 | 86    |        |
| 15 février        | Fulton Kuykendall             | Joueur de foot U.S. américain.                                                                                        | 70    | (en)   |
| 15 février        | Denis Llorca                  | Comédien et metteur en scène français.                                                                                | 74    |        |
| 15 février        | Luce Pietri                   | Historienne et universitaire française spécialiste de l'Antiquité tardive.                                            | 92    |        |
| 15 février        | Henry Rono                    | Athlète kényan. | 72    | (en)   |
| 15 février        | Jenny Staley                  | Joueuse de tennis australienne.                                                                                       | 89    | (en)   |
| 15 février        | Anne Whitfield                | Actrice américaine.                                                                                                   | 85    | (en)   |
| 15 février        | Steven M. Wise                | Militant et juriste américain.                                                                                        | 73    | (en)   |
| 14 février        | Annick Balley                 | Journaliste et directrice de télévision béninoise.                                                                    | 60    |        |
| 14 février        | Lucette Desvignes             | Écrivaine française.                                                                                                  | 97    |        |
| 14 février        | José Lladó                    | Homme politique et Homme d'affaires espagnol.                                                                         | 89    | (es)   |
| 14 février        | Folake Onayemi                | Intellectuelle nigériane.                                                                                             | 59    | (en)   |
| 14 février        | René Pélissier                | Historien français.                                                                                                   | 88    | (pt)   |
| 14 février        | Alain Pierre                  | Compositeur de musiques de film belge.                                                                                | 76    | (nl)   |
| 14 février        | Jacques Rousseau              | Athlète français, spécialiste du saut en longueur.                                                                    | 72    |        |
| 14 février        | Anatoli Vershik               | Mathématicien soviétique puis russe.                                                                                  | 90    | (ru)   |
| 14 février        | Wolfgang Weider               | Évêque catholique allemand.                                                                                           | 91    | (de)   |
| 14 février        | Dan Wilcox                    | Scénariste et producteur de télévision américain.                                                                     | 81    | (en)   |
| 13 février        | Eddie Cheeba                  | Disc jockey américain.                                                                                                | 67    |        |
| 13 février        | Ludwik Denderys               | Boxeur polonais. | 79    | (pl)   |
| 13 février        | Alain Dorval                  | Acteur français. | 77    |        |
| 13 février        | Wolfgang Gäfgen               | Plasticien allemand.                                                                                                  | 87    | (de)   |
| 13 février        | Johanna von Koczian           | Écrivaine, actrice et danseuse allemande.                                                                             | 90    | (en)   |
| 13 février        | Maxime Kouzminov              | Pilote d'hélicoptère russe.                                                                                           | 28    |        |
| 13 février        | Marcel Nuss                   | Essayiste français.                                                                                                   | 69    |        |
| 13 février        | Dieter Pauly                  | Arbitre de football allemand.                                                                                         | 81    | (de)   |
| 13 février        | Mahjoub Mohamed Salih         | Journaliste soudanais.                                                                                                | 95    | (en)   |
| 13 février        | Frans van der Hoff            | Missionnaire néerlandais.                                                                                             | 84    | (nl)   |
| 13 février        | Robert Varnajo                | Coureur cycliste français.                                                                                            | 94    |        |
| 12 février        | Henk Bos                      | Historien des mathématiques néerlandais.                                                                              | 83    | (nl)   |
| 12 février        | Paul-Siméon Ahouanan Djro     | Archevêque ivoirien.                                                                                                  | 71    |        |
| 12 février        | Jacques Ghestin               | Professeur de droit français et juriste français.                                                                     | 92    |        |
| 12 février        | Mounir Hamoud                 | Footballeur marocain.                                                                                                 | 39    |        |
| 12 février        | Ugo Intini                    | Homme politique italien.                                                                                              | 82    | (it)   |
| 12 février        | Rudolf Jansen                 | Pianiste néerlandais.                                                                                                 | 84    | (nl)   |
| 12 février        | Sam Mercer                    | Producteur américain.                                                                                                 | 69    | (en)   |
| 12 février        | Alec Mills                    | Directeur de la photographie, réalisateur et scénariste britannique.                                                  | 91    | (en)   |
| 12 février        | Georges Pelletier             | Céramiste belge. | 85    |        |
| 12 février        | Jean-François Pernin          | Journaliste et homme politique français.                                                                              | 82    |        |
| 12 février        | Patty Sahota                  | Femme politique canadienne.                                                                                           | 54    | (en)   |
| 12 février        | Danièle Hazan                 | Actrice française. | 75    |        |
| 11 février        | Allen Joseph Bard             | Chimiste américain.                                                                                                   | 90    |        |
| 11 février        | Fabienne Chauvière            | Journaliste et productrice de radio et de télévision française.                                                       | 64    |        |
| 11 février        | Maurice Clavelin              | philosophe et historien des sciences français.                                                                        | 96    |        |
| 11 février        | Elisabeth Djouka              | Nationaliste camerounaise.                                                                                            | ?     |        |
| 11 février        | Füruzan                       | Écrivaine turque. | 91    | (tr)   |
| 11 février        | Kelvin Kiptum                 | Athlète kényan. | 24    |        |
| 11 février        | Didier Ozanam                 | Historien français, spécialiste du XVIIIe siècle espagnol.                                                            | 101   | (es)   |
| 11 février        | Brigitte de Prémont           | Femme politique française.                                                                                            | 88    |        |
| 11 février        | Henri Sassine                 | Maître d'armes canadien.                                                                                              | 83    |        |
| 10 février        | Günter Brus                   | Peintre autrichien.                                                                                                   | 85    | (de)   |
| 10 février        | Edward Lowassa                | Homme politique tanzanien.                                                                                            | 70    |        |
| 10 février        | Askar Mussinov                | Diplomate kazakh. | 62    | (ru)   |
| 10 février        | Paul Neary                    | Auteur de bande dessinée britannique.                                                                                 | 74    | (en)   |
| 9 février         | Abdelali Abdelmoula           | Homme d'affaires et homme politique marocain.                                                                         | 75    |        |
| 9 février         | Robert Badinter               | Homme politique et juriste français.                                                                                  | 95    |        |
| 9 février         | Jenny Estrada                 | Femme de lettres équatorienne.                                                                                        | 84    | (es)   |
| 9 février         | Leonídas Grigorákos           | Homme politique grec.                                                                                                 | 70    | (el)   |
| 9 février         | Roland Grip                   | Joueur de football international suédois.                                                                             | 83    | (sv)   |
| 9 février         | Frank Howson                  | Producteur de cinéma australien.                                                                                      | 72    | (en)   |
| 9 février         | Jean-Jacques Schpoliansky     | Exploitant de cinéma français.                                                                                        | 80    |        |
| 9 février         | Damo Suzuki                   | Chanteur japonais. | 73    |        |
| 9 février         | Jimmy Van Eaton               | Musicien et producteur de disques américain.                                                                          | 86    | (en)   |
| 9 février         | Herbert Wigwe                 | Banquier et homme d'affaires nigérian.                                                                                | 57    | (en)   |
| 8 février         | Claude Courchay               | Romancier français.                                                                                                   | 90    |        |
| 8 février         | Charlotte Froese Fischer      | Physicienne canado-américaine.                                                                                        | 94    | (en)   |
| 8 février         | Karl Horst Hödicke            | Peintre allemand. | 85    | (de)   |
| 8 février         | Daryl Kramp                   | Homme politique canadien.                                                                                             | 76    | (en)   |
| 8 février         | João Oliveira Pinto           | Footballeur portugais.                                                                                                | 52    | (pt)   |
| 8 février         | Guy Van Sam                   | Footballeur français.                                                                                                 | 88    |        |
| 7 février         | Stanislas Adotevi             | Philosophe et homme politique béninois.                                                                               | 90    |        |
| 7 février         | Ryōko Akamatsu                | Diplomate, fonctionnaire et femme politique japonaise.                                                                | 94    | (ja)   |
| 7 février         | Bob Altemeyer                 | Psychologue canadien.                                                                                                 | 83    | (en)   |
| 7 février         | Nex Benedict                  | Étudiante ou étudiant non-binaire américain.                                                                          | 16    | (en)   |
| 7 février         | Luigi Arienti                 | Coureur cycliste italien, champion aux Jeux olympiques d'été de 1960.                                                 | 87    | (it)   |
| 7 février         | Vaja Azarashvili              | Compositeur, pianiste et pédagogue géorgien.                                                                          | 87    | (ru)   |
| 7 février         | Alfredo Castelli              | Scénariste de bande dessinée et critique littéraire italien.                                                          | 76    | (it)   |
| 7 février         | Alfred Grosser                | Politologue, sociologue et historien franco-allemand.                                                                 | 99    |        |
| 6 février         | Mohamed Bensaid Aït Idder     | Résistant et homme politique marocain.                                                                                | 98    |        |
| 6 février         | Rafiga Akhundova              | Danseuse de ballet azerbaïdjanaise.                                                                                   | 92    | (az)   |
| 6 février         | Miguel Ángel                  | Footballeur espagnol.                                                                                                 | 76    | (es)   |
| 6 février         | John Bruton                   | Homme d'État irlandais, membre du Fine Gael.                                                                          | 76    | (en)   |
| 6 février         | Jacques Duval                 | Pilote automobile puis journaliste et écrivain canadien.                                                              | 89    |        |
| 6 février         | Anthony Epstein               | Pathologiste et universitaire britannique.                                                                            | 102   | (en)   |
| 6 février         | Shreela Flather               | Femme politique, enseignante et pair à vie.                                                                           | 89    | (en)   |
| 6 février         | Cecilia Gentili               | Défenseure argentino-américaine des droits des personnes transgenres et des travailleuses du sexe.                    | 52    | (en)   |
| 6 février         | Donald Kinsey                 | Chanteur et guitariste américain.                                                                                     | 70    | (en)   |
| 6 février         | Alphonse Lemoine              | Judoka français. | 90    |        |
| 6 février         | Seiji Ozawa                   | Chef d'orchestre japonais.                                                                                            | 88    |        |
| 6 février         | Sebastián Piñera              | Homme d'État chilien.                                                                                                 | 74    |        |
| 6 février         | Jimmy Uguro                   | Homme politique papou-néo-guinéen.                                                                                    | ?     | (en)   |
| 6 février         | Wang Xian                     | Maître Tai-chi-chuan chinois.                                                                                         | 79    | (zh)   |
| 6 février         | Robert Milton Young           | Réalisateur américain.                                                                                                | 99    | (en)   |
| 5 février         | Dries van Agt                 | Universitaire et homme d'État néerlandais.                                                                            | 93    |        |
| 5 février         | Brigitte Bout                 | Femme politique française.                                                                                            | 83    |        |
| 5 février         | René Chateau                  | Éditeur vidéo français.                                                                                               | 84    |        |
| 5 février         | Walter van den Broeck         | Dramaturge belge. | 82    |        |
| 5 février         | Brian Callison                | Dramaturge belge. | 89    | (en)   |
| 5 février         | José Delbo                    | Dessinateur de comics argentin.                                                                                       | 90    | (en)   |
| 5 février         | Tsutomu Hanahara              | Lutteur japonais spécialiste de la lutte gréco-romaine, champion aux Jeux olympiques d'été de 1964.                   | 84    | (ja)   |
| 5 février         | Michael Jayston               | Acteur britannique.                                                                                                   | 88    | (en)   |
| 5 février         | Toby Keith                    | Compositeur, interprète et producteur américain de country.                                                           | 62    | (en)   |
| 5 février         | Peter Kulka                   | Architecte allemand.                                                                                                  | 86    | (de)   |
| 5 février         | Jean Malaurie                 | Ethno-historien, géographe spécialisé en géomorphologie et écrivain français.                                         | 101   |        |
| 5 février         | Laralyn McWilliams            | Conceptrice et productrice de jeux vidéo américaine.                                                                  | 58    | (en)   |
| 5 février         | Helga Paris                   | Photographe allemande.                                                                                                | 85    | (de)   |
| 4 février         | Galina Alekseïeva             | Plongeuse soviétique, médaillée de bronze aux Jeux olympiques d'été de 1964.                                          | 77    | (ru)   |
| 4 février         | Earl Cureton                  | Joueur américain de basket-ball.                                                                                      | 66    | (en)   |
| 4 février         | Hage Geingob                  | Homme d'État namibien.                                                                                                | 82    | (en)   |
| 4 février         | Kurt Hamrin                   | Footballeur international suédois.                                                                                    | 89    | (it)   |
| 4 février         | Barry John                    | Joueur gallois de rugby à XV.                                                                                         | 79    | (en)   |
| 4 février         | John Kehoe                    | Avocat et homme politique anglo-canadien.                                                                             | 89    | (en)   |
| 4 février         | Michel Laurent                | Ingénieur du son français.                                                                                            | 87    |        |
| 4 février         | Giacomo Losi                  | Joueur de football international italien.                                                                             | 88    | (it)   |
| 4 février         | Étienne Nodet                 | Dominicain français.                                                                                                  | 79    |        |
| 4 février         | Antonio Paolucci              | Historien de l'art italien, directeur des musées du Vatican.                                                          | 84    | (it)   |
| 4 février         | Shen Rong                     | Écrivaine, journaliste et nouvelliste chinoise.                                                                       | 88    | (zh)   |
| 4 février         | Melvin Way                    | Peintre et dessinateur américain.                                                                                     | 70    | (en)   |
| 3 février         | Chantal Antier                | Historienne française.                                                                                                | 91    |        |
| 3 février         | Aston Barrett                 | Bassiste jamaïcain.                                                                                                   | 77    | (en)   |
| 3 février         | Ángel Franco Martínez         | Arbitre espagnol de football.                                                                                         | 85    | (es)   |
| 3 février         | Helena Rojo                   | Actrice mexicaine. | 79    | (es)   |
| 3 février         | Victor-Emmanuel de Savoie     | Personnalité de la royauté italienne.                                                                                 | 86    |        |
| 3 février         | Vittorio Vidotto              | Historien italien. | 82    |        |
| 2 février         | Jean-Pierre Babelon           | Historien français.                                                                                                   | 92    |        |
| 2 février         | Daoud Yaya Brahim             | Homme politique et militaire tchadien.                                                                                | 62    |        |
| 2 février         | Wilhelmenia Wiggins Fernandez | Chanteuse lyrique américaine.                                                                                         | 75    | (en)   |
| 2 février         | Hu Hesheng                    | Mathématicienne chinoise, spécialiste de géométrie différentielle et de physique mathématique.                        | 95    |        |
| 2 février         | Paulin J. Hountondji          | Philosophe et homme politique béninois.                                                                               | 81    |        |
| 2 février         | Jonnie Irwin                  | Présentateur de télévision anglais, également écrivain, conférencier, et expert en affaires en immobilier.            | 50    | (en)   |
| 2 février         | Francisco Jara                | Joueur de football international mexicain.                                                                            | 82    | (es)   |
| 2 février         | Wayne Kramer                  | Guitariste américain.                                                                                                 | 75    | (en)   |
| 2 février         | Louis Lambert                 | Joueur de football belge.                                                                                             | 92    |        |
| 2 février         | Don Murray                    | Acteur, scénariste, réalisateur et producteur américain.                                                              | 94    | (en)   |
| 2 février         | Oskar Negt                    | Philosophe allemand.                                                                                                  | 89    | (de)   |
| 2 février         | Lorenzo Olarte                | Homme politique espagnol.                                                                                             | 91    | (es)   |
| 2 février         | Marian Pilot                  | Écrivain, journaliste et scénariste polonais.                                                                         | 87    | (pl)   |
| 2 février         | Christopher Priest            | Écrivain britannique.                                                                                                 | 80    | (en)   |
| 2 février         | Pierre Raffin                 | Prélat catholique français.                                                                                           | 85    |        |
| 2 février         | Claudio Rissi                 | Acteur et metteur en scène argentin.                                                                                  | 67    | (es)   |
| 2 février         | Jim Rowinski                  | Joueur américain de basket-ball.                                                                                      | 63    | (en)   |
| 2 février         | Carl Weathers                 | Footballeur américain avant de devenir acteur puis réalisateur et producteur américain.                               | 76    | (en)   |
| 1er février       | Walter Biel                   | Personnalité politique suisse.                                                                                        | 90    | (de)   |
| 1er février       | Jean-François Cordet          | Haut fonctionnaire français.                                                                                          | 73    |        |
| 1er février       | Michel Jazy                   | Athlète de demi fond et de fond français, médaillé d'argent aux Jeux olympiques d'été de 1960.                        | 87    |        |
| 1er février       | Garth Manton                  | Rameur d'aviron australien, médaillé de bronze aux Jeux olympiques d'été de 1956.                                     | 94    | (en)   |
| 1er février       | Gilbert Millet                | Homme politique français.                                                                                             | 93    |        |
| Date indéterminée | Mataʻiʻulua ‘i Fonuamotu      | Homme politique tongien et un noble du royaume des Tonga.                                                             | 51    | (en)   |